# Kożejezierski Monaster Objawienia Pańskiego
Kożejezierski Monaster Objawienia Pańskiego, skrótowo: Monaster Kożejezierski – prawosławny męski klasztor nad Kożozierem, na Półwyspie Łopskim.

## Historia

### XVI–XIX w.
Twórcami klasztoru byli mnisi Nifont (z monasteru św. Aleksandra Oszewieńskiego) i Serapion, którzy osiedlili się na Półwyspie Łopskim w połowie XVI wieku. Po śmierci Nifonta Serapion uzyskał nadania ziemskie dla klasztoru od wielkiego księcia moskiewskiego Fiodora, skupił również wokół siebie grupę naśladowców, do której należał m.in. późniejszy święty mnich Abraham Kożejezierski. Mnisi wznieśli również cerkwie Objawienia Pańskiego oraz św. Mikołaja. Jednym z przełożonych monasteru był późniejszy patriarcha moskiewski Nikon. Okres kierowania monasterem przez Nikona był czasem jego rozkwitu (do tej pory wspólnota zaliczała się do biedniejszych klasztorów rosyjskich). Dzięki zabiegom przełożonego wspólnota otrzymała nadania ziemskie oraz prawo połowu ryb w części biegu Onegi, ponadto do grona jej dobroczyńców dołączyła część bogatych i wpływowych bojarów rosyjskich. Nikon wielokrotnie udawał się do Moskwy w celu pozyskiwania środków dla monasteru, nawiązując znajomości, które miały znaczący wpływ na jego dalszą karierę duchowną
Cenobityczny klasztor działał do 1764, przy czym od 1758 był już tylko filią Monasteru Wałaam. Jego ponowne otwarcie miało miejsce w 1853. W 1885 nad grobem świętego mnicha Serapiona, jednego z twórców monasteru, wzniesiono kaplicę św. Jana Chrzciciela. Wśród szczególnie czczonych w klasztorze relikwii znajdował się krzyż z cząstkami Krzyża Pańskiego oraz ikona Matki Bożej „Krzew Gorejący”.

### Zniszczenie monasteru w czasie rosyjskiej wojny domowej
W marcu 1914 przełożonym wspólnoty został ihumen Oleg (Zawilin), którego powołanie do tej funkcji zostało źle przyjęte przez mnichów. Mieli oni zastrzeżenia co do młodego wieku ihumena, który, jako 34-latek, był najmłodszym mieszkańcem monasteru. Negatywny stosunek mnichów (16 osób) do przełożonego nie zmienił się nawet po podniesieniu go do godności archimandryty w 1917. 26 kwietnia tego samego roku hierodiakon Zosima, w porozumieniu z władzą świecką, przeprowadził w klasztorze zebranie, w czasie którego mnisi wybrali spośród siebie pięcioosobowy komitet z hieromnichem Arseniuszem na czele, ogłaszając równocześnie pozbawienie archimandryty Olega funkcji przełożonego. Ten ostatni w dniu następnym zgodził się ustąpić, zwrócił się jednak do władz eparchii archangielskiej i chołmogorskiej o zbadanie sytuacji w klasztorze. Zadanie to powierzono dziekanowi monasterów eparchii, archimandrycie Beniaminowi, podczas gdy dziekan trzeciego dekanatu powiatu oneskiego ks. Aleksandr Popow miał zbadać działalność archimandryty Olega w klasztorze. Po trzytygodniowym śledztwie podjęta została decyzja o przeniesieniu tego ostatniego do Monasteru Krasnogorskiego i rozproszeniu dotychczasowej męskiej wspólnoty zamieszkującej Monaster Kożejezierski. W budynkach klasztornych miały zamieszkać mniszki. Zamiar ten uniemożliwiał czasowo fakt zakwaterowania w monasterze żołnierzy rosyjskich. W tym samym okresie władze eparchii otrzymały list od mieszkańców wsi Kriwoj Pojas, należącej do parafii obsługiwanej przez hieromnichów klasztoru, w którym jako główny winowajca zajść w monasterze został wskazany hierodiakon Zosima.
28 czerwca 1917 mnisi Monasteru Kożejezierskiego zwrócili się z kolei do konsystorza eparchii z prośbą o nielikwidowanie go. W tonie odmiennym od wcześniejszych wystąpień prosili również o skierowanie do monasteru nowego przełożonego – archimandryty Zosimy, przebywającego w Monasterze Krasnogorskim. Zosima został wówczas skierowany do klasztoru, z którego nadszedł list, jednak jedynie w charakterze pełniącego obowiązki przełożonego, nie zaś na stałe. Konsystorz eparchii po kilku miesiącach zdał sobie jednak sprawę, iż faktyczny zarząd monasterem pozostawał w rękach komitetu mnichów, który ukonstytuował się w momencie zdjęcia z urzędu archimandryty Olega, co pozostawało w sprzeczności ze statutem monasterów rosyjskich.
Tymczasem 1 marca 1918 grupa ok. 20 młodych mężczyzn, głównie żołnierzy, zaatakowała klasztor w celach rabunkowych. Dzięki interwencji milicji oraz spokojnemu zachowaniu mnichów do jego zniszczenia ostatecznie nie doszło. Mnisi zwrócili się do władz świeckich z prośbą o ogrodzenie monasteru w celu uniknięcia podobnych zajść w przyszłości. W tym samym miesiącu nowy dziekan monasterów eparchii, archimandryta Grzegorz, przeprowadził ponowną wizytację w klasztorze, stwierdzając jego dobry stan materialny przy dalszych problemach z dyscypliną i życiem duchowym mnichów, którzy zaprzestali nawet codziennego uczestnictwa w Świętej Liturgii. Mimo tego 19 lipca 1918 Święty Synod mianował przełożonym klasztoru hieromnicha Arseniusza, dotąd przewodniczącego komitetu mnichów.
W 1918 monaster wszedł również w konflikt z miejscową ludnością, która powołując się na dekret o ziemi zaczęła, bez porozumienia z mnichami, przejmować ziemie należące dotąd do klasztoru. Napady na tereny klasztoru powtarzały się nawet po zażegnaniu pierwszych sporów. Konflikt zakończył się dopiero po interwencji wojska, które zatrzymało 4 chłopów z Kriwego Pojasu. Tymczasem inni mieszkańcy wsi porozumieli się z komitetem bolszewików w mieście Pudoż, uzyskując od nich zgodę na przejęcie siłą majątku ruchomego klasztoru. Po wiecu przeprowadzonym we wsi z udziałem komisarza Nikołaja Sinicyna, chłopi z bronią w nocy z 29 na 30 września 1918 wdarli się do monasteru. Bezpośrednio po wtargnięciu, na jego terenie zabili przełożonego, hieromnicha Arseniusza i hierodiakona Pantelejmona. Trzeci z zaatakowanych mnichów, hieromnich Aron został postrzelony, lecz zdołał zbiec, gdyż napastnicy uznali go za martwego i porzucili. Pozostałych mnichów i posłuszników uwięziono, zaś wyposażenie monasteru i znajdujące się w nim zapasy żywności zostały rozkradzione. Po zakończonej grabieży napastnicy rozstrzelali również Iwana Ancyfierowa (pragnącego w klasztorze przeczekać zimę), posłusznika Michaiła Czeriepanowa, mnicha Eliasza oraz hierodiakona Joannicjusza. Zabita została również Marfa Zajcewa, która pracowała w domu gościnnym przy monasterze. Pozostałym mieszkańcom monasteru napastnicy pozwolili wrócić do klasztoru.
W nocy z 1 na 2 października 1918 chłopi z Kriwego Pojasu ponownie napadli na klasztor. Tym razem ich celem był skarbiec klasztoru, z którego wynieśli 12 tys. rubli oraz inne cenne przedmioty. Pozostawili jedynie naczynia liturgiczne. Mnisi zostali w czasie napaści uwięzieni w celach. Po odejściu napastników większość z nich uciekła z monasteru; na miejscu pozostał jedynie hieromnich Herman, pięciu innych zakonników oraz żona zamordowanego Iwana Ancyfierowa z dziećmi. Uciekający mnisi dotarli do wsi Sirowodskaja, gdzie rozdzielili się. Hieromnich Jonasz dotarł do Kożska, gdzie opowiedział proboszczowi miejscowej parafii o wydarzeniach w monasterze. Relację z wydarzeń przesłał biskupowi archangielskiemu również mnich Walenty, który 17 października dotarł do Monasteru Pertomińskiego.

### Okres 1920–1999
Na miejscu zniszczonego klasztoru powstała wieś przeznaczona dla zesłańców, której nadano nazwę Kożposiołok. Istniała ona do 1954. Zabudowania monasterskie zostały niemal całkowicie zniszczone. Rozmowy w sprawie ich zwrotu Rosyjskiemu Kościołowi Prawosławnemu rozpoczęły się na początku lat 90. XX wieku. W 1998 na jego terenie zamieszkało dwóch mnichów i jeden posłusznik Pustelni Optyńskiej. Ostatecznie tylko ten ostatni pozostał w zrujnowanym klasztorze, składając wieczyste śluby zakonne z imieniem Micheasz. W 1999 monaster został oficjalnie reaktywowany, trwa jego odbudowa.

### Monaster dzisiaj
Z powodu braku chętnych do prowadzenia życia monastycznego w tak odludnym miejscu, ojciec Micheasz postanowił opuścić monaster, nie uzyskał jednak na to błogosławieństwa starców. Bywając w różnych żeńskich monasterach i widząc ich dobre funkcjonowanie, przełożony postanowił utworzyć na tym miejscu wspólnotę żeńską. W 2009 uzyskał na ten cel błogosławieństwo biskupa archangielskiego i chołmogorskiego Tichona, wkrótce pojawiły się pierwsze siostry. Był to moment przełomowy w historii monasteru. Od tej pory przywrócono pełny dobowy cykl nabożeństw (wcześniej było to niemożliwe z powodu braku wiernych), siostry zajęły się śpiewem na chórze, wyszywają odzież mniszą, opiekują się budynkiem mieszkalnym. Ustawiono pamiątkowy krzyż w miejscu, gdzie żył i trudził się św. Nikodem.
Obecnie (2012) w monasterze przebywa ojciec Micheasz i trzy siostry.